# 104-й армейский пушечный артиллерийский полк
104-й армейский (пушечный) артиллерийский полк, он же с 23.07.1942 по 03.12.1942 и с 31.12.1942 104-й пушечный артиллерийский полк Северного оборонительного района Северного флота, он же с 04 по 30.12.1942 года 188-й пушечный артиллерийский полк Северного оборонительного района Северного флота, он же с августа (?) 1945 104-й пушечный артиллерийский полк Южного морского оборонительного района Тихоокеанского флота — воинская часть в вооружённых силах СССР во время Великой Отечественной войны.

## История
Полк ведёт свою историю от сформированного 5 февраля 1919 года по приказу Реввоенсовета Западного фронта  отдельного запасного артиллерийского дивизиона с дислокацией в Смоленске. Дивизион был сформирован из отдельных артиллерийских батарей армии Западного фронта.
Дивизион неоднократно реорганизовывался, дислоцировался в Гжатске, затем в Витебске, принимал участие в борьбе с контрреволюцией и  бандитизмом. Осенью 1925 года на базе дивизиона было начато формирование лёгкого артиллерийского полка, и закончено было весной 1926 года. В мае 1926 года полк был передан в состав Ленинградского военного округа и временно переведён в Лугу Ленинградской области. 25 сентября 1926 года полк получил постоянное место дислокации в Детском Селе  Ленинградской области, и 10 октября 1926 года полку был присвоен номер, и он стал именоваться «104-й пушечно-артиллерийский полк»
В 1930 году в день 12-й годовщины Красной армии, полку вручено Красное знамя с грамотой ЦИК СССР за подписью М.И. Калинина и К.Е. Ворошилова.
104-й артиллерийский полк был одним из лучших артиллерийских частей Ленинградского военного округа. В сентябре 1939 года полк передислоцирован в Заполярье, в район  Мурманска, с целью обеспечения береговой обороны полуостровов Кольского и Рыбачьего со стороны Баренцева моря и Кандалакшского залива Белого моря.
Принимал участие в Зимней войне.
В составе действующей армии во время Второй мировой войны с 24.06.1941 по 23.07.1942 года как армейский полк, с 23.07.1942 по 10.04.1945 и с 19.08.1945 по 03.09.1945 как флотский полк.
На 22.06.1941 года в его состав входили четыре линейных артиллерийских дивизиона, артиллерийский разведывательный дивизион, полковая школа, подразделения управления и обслуживания. Артиллерийские дивизионы имели по три четырёхорудийные батареи. На вооружении 1-го дивизиона состояли 122-мм пушки образца 1931/37 года с дальностью стрельбы 21 километр. Остальные дивизионы были вооружены 152-мм пушками образца 1910/30 года с дальностью стрельбы 17 километров. Всего на вооружении полка находилось 48 орудий. Полк был развёрнут на морском побережье полуостровов Кольский, Рыбачий и Средний на фронте около 300 километров. Восемь батарей, подчинённые 23-му укреплённому району, дислоцировались на полуостровах Рыбачий и Средний, остальные — на Кольском полуострове. Штаб полка располагался вместе с подразделениями управления и полковой школой на полуострове Средний, в становище Западное Озерко, тыл полка — в Кольском зверосовхозе под Мурманском.
Уже 27.06.1941 года, с объявлением Финляндией войны, произвёл артиллерийский налёт на острова архипелага Хеиня — Саари. Вёл бои в течение июля 1941, отражая атаки вражеских войск, наступавших на полуострова Средний и Рыбачий. Производил обстрел вражеских судов на пути к фьорду Петсамо-Вуоно, вёл контрбатарейную борьбу, лишая войска противника возможности осуществлять артиллерийскую блокаду Мотовского залива, разрушал возведённые и строящиеся укрепления, поддерживал десанты и разведгруппы и т. д. Эти боевые действия полк, находясь на полуостровах, вёл в течение всей войны. Надо иметь в виду, что полк по существу был разбросан по полуостровам, какие-то батареи вели противодесантный и противокорабельный огонь, охраняя побережье, какие-то вели огонь по перешейкам на хребте Муста-Тунтури. Такая ситуация сохранялась приблизительно до осени 1942 года.
С 21.03.1942 года на базе 2-й и 3-й батарей 1-го дивизиона полка, переброшенных в ночь на 14.04.1942 от губы Эйно через Мотовский залив и выдвинутых на участок фронта по реке Большая Западная Лица, сформирован 1236-й армейский артиллерийский полк.
23.07.1942 года полк передан в подчинение Северного оборонительного района Северного флота. С лета 1942 года находился в оперативном подчинении 63-й отдельной морской стрелковой бригады.
Находясь в том же районе, действовал там, в том числе, в октябре 1944 года в ходе Петсамо-Киркенесской наступательной операции. По окончании боевых действий в Заполярье дислоцировался в Линахамари.
05.04.1945 года конвоем на транспорте «Киров», имея в составе 1066 человек личного состава, переброшен из Линахамари в Кольский залив и через Мурманск эшелонами в августе 1945 года переброшен на Дальний Восток в Юки, куда начал прибывать 19.08.1945. Там полк вошёл в состав Южного морского оборонительного района Тихоокеанского флота. Имея трёхдивизионный состав, получил места дислокации подивизионно: Гэндзан, Сэйсин, Расин. Боевых действий на Дальнем Востоке не вёл.
За время боевых действий Краснознамённый Свирско-Печенгский орденов Суворова III степени и Александра Невского 104-й корпусный артиллерийский полк уничтожил до 9 тысяч фашистских солдат и офицеров, 13 миномётных и артиллерийских батарей, 2 зенитные батареи, 17 отдельных орудий, 20 дзотов, 6 складов,2 штаба. Подавлено 339 артиллерийских, 73 миномётных, 2 зенитных батареи, 6 орудий и 165 пулемётов.
До 19.05.1947 находился в Северной Корее, когда был расформирован. Материальная часть, по всей вероятности, была передана в вооружённые силы Северной Кореи.
В период с 01.09.1959 по 30.11.1959 года на основании директивы Генерального штаба на базе Краснознамённого Свирско-Печенгского орденов Суворова 3 степени и Александра Невского 104-го корпусного артиллерийского полка сформирован ракетный полк. Учитывая исключительное значение боевых традиций, полку сохранены почётные наименования и правительственные награды расформированного 104-го корпусного Свирско-Печенгского  Краснознамённого орденов Суворова 3 степени и Александра Невского артиллерийского полка, ракетный полк стал именоваться 107-й ракетный Свирско-Печенгский Краснознамённый  орденов Суворова 3 степени и Александра Невского полк.

## Полное наименование
- 104-й армейский пушечный артиллерийский полк резерва Главного Командования
- 104-й (188-й) пушечный артиллерийский Свирско-Печенгский Краснознамённый полк Северного оборонительного района Северного флота
- 104-й пушечный артиллерийский Свирско-Печенгский Краснознамённый орденов Суворова и Александра Невского полк Южного морского оборонительного района Тихоокеанского флота

## Состав
- 1-й артиллерийский дивизион (с 04.12.1942 281-й артиллерийский дивизион)
  - 1-я артиллерийская батарея (с 04.12.1942 1042-я подвижная артиллерийская батарея)
  - 2-я артиллерийская батарея (с 04.12.1942 1043-я подвижная артиллерийская батарея)
  - 3-я артиллерийская батарея (с 04.12.1942 1044-я подвижная артиллерийская батарея)
- 2-й артиллерийский дивизион (с 04.12.1942 282-й артиллерийский дивизион)
  - 4-я артиллерийская батарея (с 04.12.1942 1045-я подвижная артиллерийская батарея)
  - 5-я артиллерийская батарея (с 04.12.1942 1046-я подвижная артиллерийская батарея)
  - 6-я артиллерийская батарея (с 04.12.1942 1047-я подвижная артиллерийская батарея)
- 3-й артиллерийский дивизион (с 04.12.1942 283-й артиллерийский дивизион)
  - 7-я артиллерийская батарея (с 04.12.1942 1048-я подвижная артиллерийская батарея)
  - 8-я артиллерийская батарея (с 04.12.1942 1049-я подвижная артиллерийская батарея)
  - 9-я артиллерийская батарея (с 04.12.1942 1050-я подвижная артиллерийская батарея)
- 4-й артиллерийский дивизион (с 04.12.1942 284-й артиллерийский дивизион)
  - 10-я артиллерийская батарея (с 04.12.1942 1051-я гаубичная артиллерийская батарея)
  - 11-я артиллерийская батарея (с 04.12.1942 1052-я гаубичная артиллерийская батарея)
  - 12-я артиллерийская батарея (с 04.12.1942 1053-я гаубичная артиллерийская батарея)

## Подчинение
| Дата            | Фронт (округ)               | Армия                              | Корпус (группа) | Примечания                    |
| --------------- | --------------------------- | ---------------------------------- | --------------- | ----------------------------- |
| 22.06.1941 года | Ленинградский военный округ | 14-я армия                         | -               | с 24.06.1941 — Северный фронт |
| 01.07.1941 года | Северный фронт              | 14-я армия                         | -               | -                             |
| 10.07.1941 года | Северный фронт              | 14-я армия                         | -               | -                             |
| 01.08.1941 года | Северный фронт              | 14-я армия                         | -               | -                             |
| 01.09.1941 года | Карельский фронт            | 14-я армия                         | -               | -                             |
| 01.10.1941 года | Карельский фронт            | 14-я армия                         | -               | -                             |
| 01.11.1941 года | Карельский фронт            | 14-я армия                         | -               | -                             |
| 01.12.1941 года | Карельский фронт            | 14-я армия                         | -               | -                             |
| 01.01.1942 года | Карельский фронт            | 14-я армия                         | -               | -                             |
| 01.02.1942 года | Карельский фронт            | 14-я армия                         | -               | -                             |
| 01.03.1942 года | Карельский фронт            | 14-я армия                         | -               | -                             |
| 01.04.1942 года | Карельский фронт            | 14-я армия                         | -               | -                             |
| 01.05.1942 года | Карельский фронт            | 14-я армия                         | -               | -                             |
| 01.06.1942 года | Карельский фронт            | 14-я армия                         | -               | -                             |
| 01.07.1942 года | Карельский фронт            | 14-я армия                         | -               | -                             |
| 01.08.1942 года | Северный флот               | Северный оборонительный район      | -               | -                             |
| 01.09.1942 года | Северный флот               | Северный оборонительный район      | -               | -                             |
| 01.10.1942 года | Северный флот               | Северный оборонительный район      | -               | -                             |
| 01.11.1942 года | Северный флот               | Северный оборонительный район      | -               | -                             |
| 01.12.1942 года | Северный флот               | Северный оборонительный район      | -               | -                             |
| 01.01.1943 года | Северный флот               | Северный оборонительный район      | -               | -                             |
| 01.02.1943 года | Северный флот               | Северный оборонительный район      | -               | -                             |
| 01.03.1943 года | Северный флот               | Северный оборонительный район      | -               | -                             |
| 01.04.1943 года | Северный флот               | Северный оборонительный район      | -               | -                             |
| 01.05.1943 года | Северный флот               | Северный оборонительный район      | -               | -                             |
| 01.06.1943 года | Северный флот               | Северный оборонительный район      | -               | -                             |
| 01.07.1943 года | Северный флот               | Северный оборонительный район      | -               | -                             |
| 01.08.1943 года | Северный флот               | Северный оборонительный район      | -               | -                             |
| 01.09.1943 года | Северный флот               | Северный оборонительный район      | -               | -                             |
| 01.10.1943 года | Северный флот               | Северный оборонительный район      | -               | -                             |
| 01.11.1943 года | Северный флот               | Северный оборонительный район      | -               | -                             |
| 01.12.1943 года | Северный флот               | Северный оборонительный район      | -               | -                             |
| 01.01.1944 года | Северный флот               | Северный оборонительный район      | -               | -                             |
| 01.02.1944 года | Северный флот               | Северный оборонительный район      | -               | -                             |
| 01.03.1944 года | Северный флот               | Северный оборонительный район      | -               | -                             |
| 01.04.1944 года | Северный флот               | Северный оборонительный район      | -               | -                             |
| 01.05.1944 года | Северный флот               | Северный оборонительный район      | -               | -                             |
| 01.06.1944 года | Северный флот               | Северный оборонительный район      | -               | -                             |
| 01.07.1944 года | Северный флот               | Северный оборонительный район      | -               | -                             |
| 01.08.1944 года | Северный флот               | Северный оборонительный район      | -               | -                             |
| 01.09.1944 года | Северный флот               | Северный оборонительный район      | -               | -                             |
| 01.10.1944 года | Северный флот               | Северный оборонительный район      | -               | -                             |
| 01.11.1944 года | Северный флот               | Северный оборонительный район      | -               | -                             |
| 01.12.1944 года | Северный флот               | Северный оборонительный район      | -               | -                             |
| 01.01.1945 года | Северный флот               | Северный оборонительный район      | -               | -                             |
| 01.02.1945 года | Северный флот               | Северный оборонительный район      | -               | -                             |
| 01.03.1945 года | Северный флот               | Северный оборонительный район      | -               | -                             |
| 01.04.1945 года | Северный флот               | Северный оборонительный район      | -               | -                             |
| 01.05.1945 года | -                           | -                                  | -               | нет данных                    |
| 01.06.1945 года | -                           | -                                  | -               | нет данных                    |
| 01.07.1945 года | -                           | -                                  | -               | нет данных                    |
| 01.08.1945 года | -                           | -                                  | -               | нет данных                    |
| 09.08.1945 года | -                           | -                                  | -               | нет данных                    |
| 03.09.1945 года | Тихоокеанский флот          | Южный морской оборонительный район | -               | -                             |

## Командование
- Е. С. Рыклис, майор
- Н. И. Кавун, полковник
- Аршинский, полковник

## Награды и наименования
| Награда                            | Дата                                                          | За что получена |
| ---------------------------------- | ------------------------------------------------------------- | --- |
| Орден Красного Знамени             | 22.02.1943                                                    | За образцовое выполнение задания по обороне города Мурманска и Кировской железной дороги Указом Президента Верховного совета СССР 104 полк награждается орденом Красного Знамени.                                                                 |
| Почётное наименование «Свирский»   | 02.06.1944                                                    | За самоотверженное выполнение задания командования по прорыву сильно укреплённой обороны немецких захватчиков на реке Свирь приказом Верховного Главнокомандующего полку присвоено наименование «Свирский».                                       |
| Почётное наименование «Печенгский» | Приказ Верховного Главнокомандующего № 354 от 31.10.1944 года | За освобождение города Петсамо (Печенга) и проявленные при этом доблесть и мужество. |
| Орден Суворова III степени         | 31.10.1944                                                    | За освобождение города Петсамо (Печенга) и проявленное при этом высокое боевое мастерство и героизм Указом Президиума Верховного Совета СССР полк награждается орденом Суворова III степени.                                                      |
| Орден Александра Невского          | 14.11.1944                                                    | В 1944 году полк принимал участие в разгроме немецких войск в Северной Норвегии и в освобождении города Киркенес. За проявленное при этом мужество и героизм Указом Президиума Верховного совета СССР полк награждён орденом Александра Невского. |

## Отражение в творчестве
В поэме К. М. Симонова «Сын артиллериста» прототипом майора Деева послужил Е. С. Рыклис, командир 104-го пушечного артиллерийского полка, а лейтенанта Петрова — Иван Алексеевич Лоскутов, командир взвода топографической разведки 104-го пушечного артиллерийского полка.

## Другие артиллерийские полки с тем же номером
- 104-й артиллерийский полк первоначально 104-й танковой дивизии